# Horst Kettner
Pour les articles homonymes, voir Kettner.
Horst Kettner, né le 9 septembre 1942 et mort le 11 décembre 2016, est un cadreur allemand.

## Biographie
Horst Kettner est connu pour avoir été l'assistant, puis le compagnon de la cinéaste allemande Leni Riefenstahl de 1968 à la mort de celle-ci en 2003.

## Filmographie
- 1993 : Leni Riefenstahl, le pouvoir des images (caméraman)
- 2002 : Impressions sous-marines (prises de vues sous-marines et son propre rôle)
- 2002 : Ich wollte nie so alt werden - Eine persönliche Begegnung mit Leni Riefenstahl (téléfilm) : lui-même